# Chamaecrista fallacina
Chamaecrista fallacina är en ärtväxtart som först beskrevs av Emilio Chiovenda, och fick sitt nu gällande namn av John Michael Lock. Chamaecrista fallacina ingår i släktet Chamaecrista och familjen ärtväxter. Inga underarter finns listade i Catalogue of Life.